# زاریا (شهرستان آرخانگلسکی، باشقیرستان)
زاریا (به لاتین: Zarya) یک منطقهٔ مسکونی در روسیه است که در باشقیرستان واقع شده‌است.